# Naturschutzgebiet Frettholz

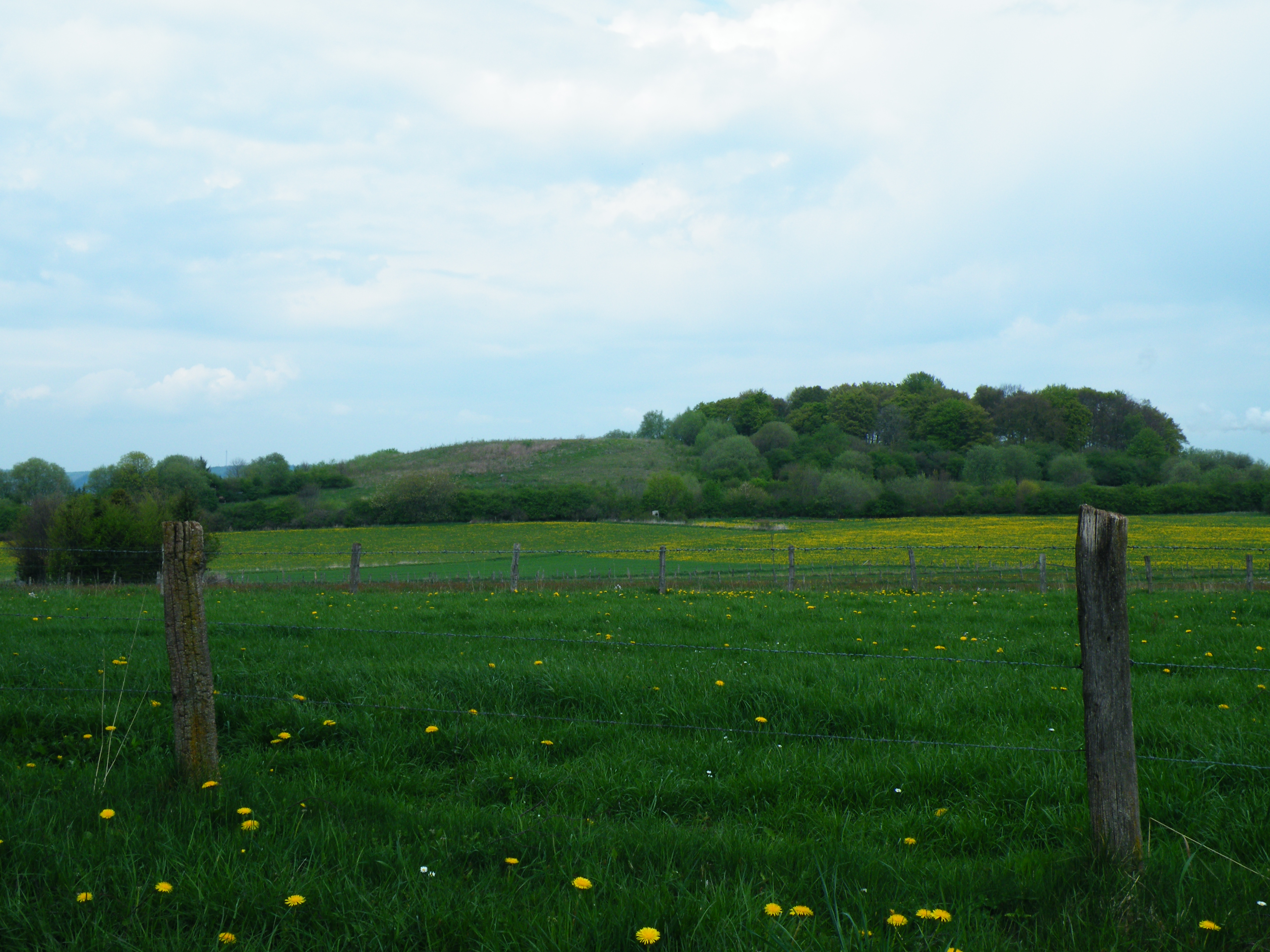
Nordwestliche Bereich vom Naturschutzgebiet Frettholz im Hintergrund

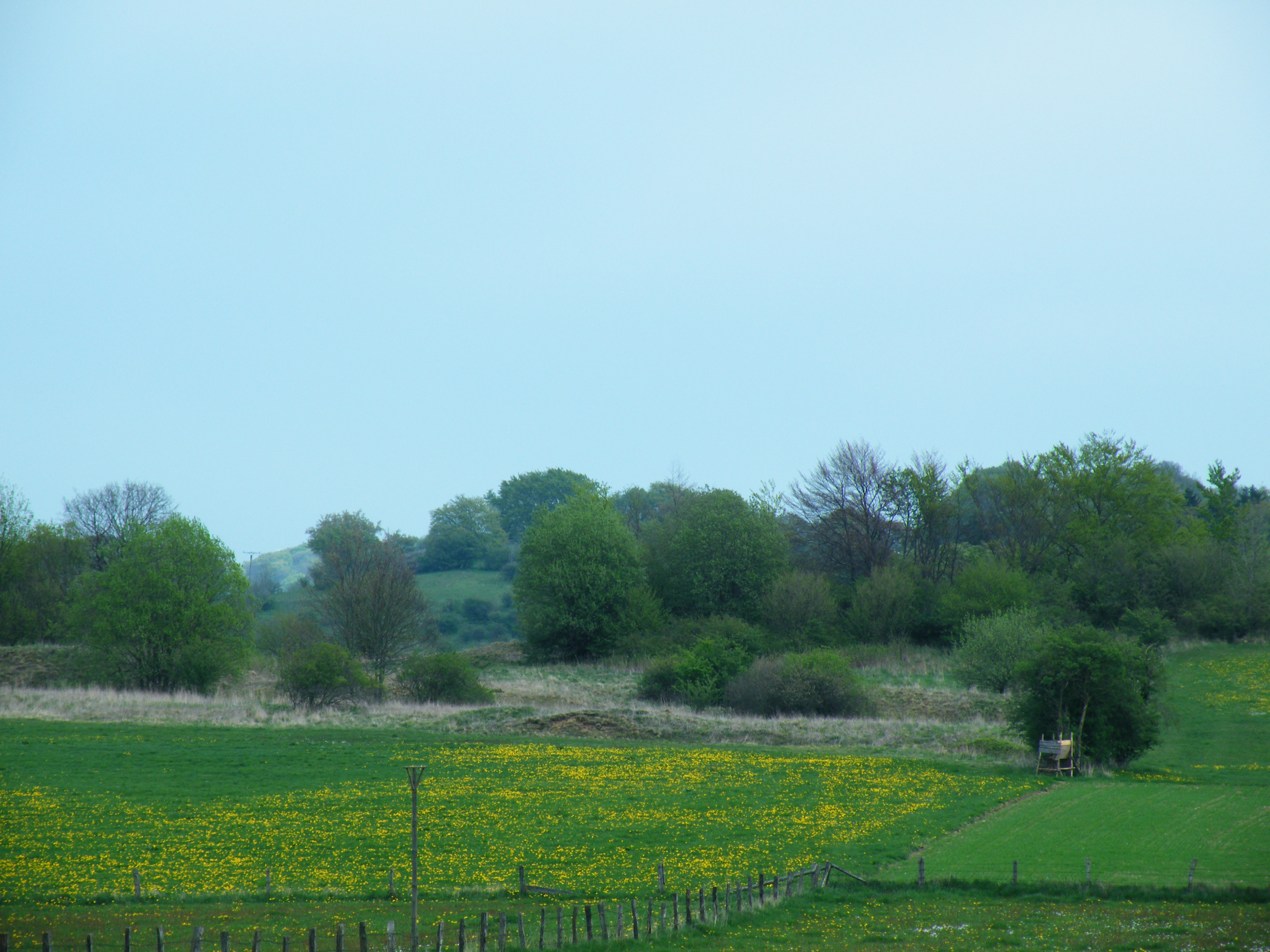
Südliche Bereiche vom Naturschutzgebiet Frettholz

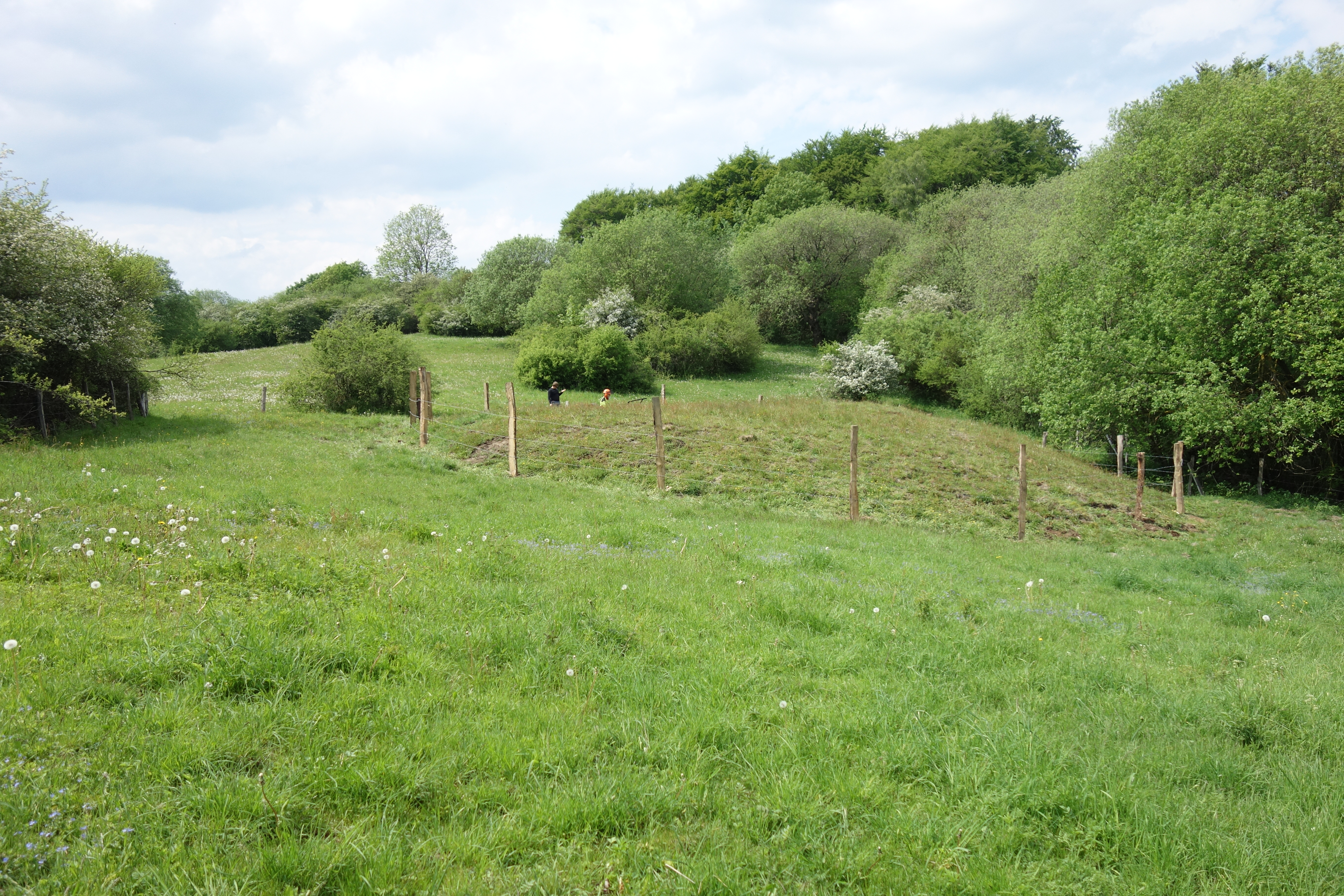
Südostecke der Nordfläche

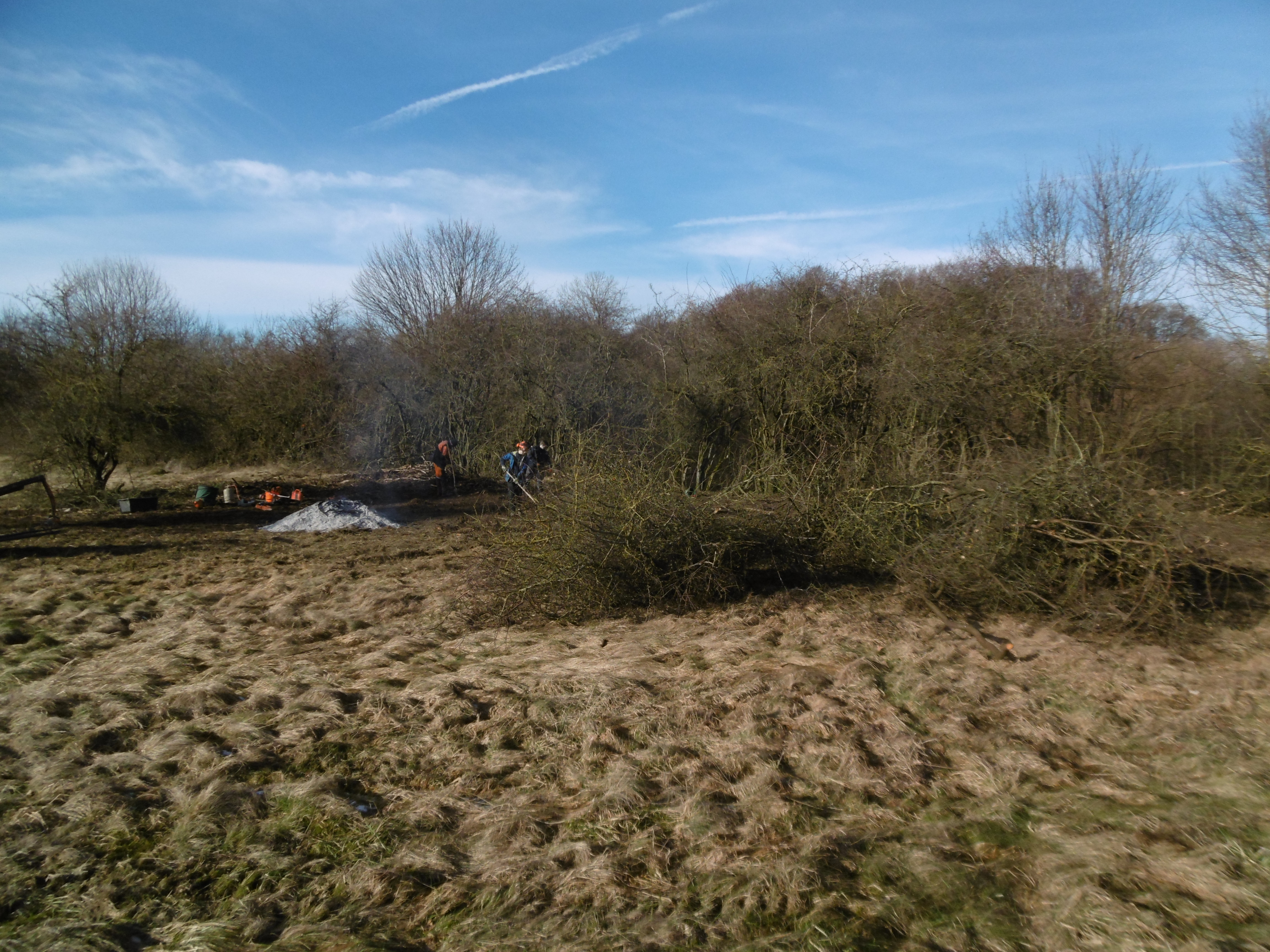
Landschaftspflegetrupp der Biologische Station Hochsauerlandkreis beim Entbuschen eines zugewachsenen Magerrasenbereichs

Das Naturschutzgebiet Frettholz mit einer Größe von 13,5 ha liegt östlich von Brilon. Das Gebiet wurde 2008 mit dem Landschaftsplan Briloner Hochfläche durch den Hochsauerlandkreis als Naturschutzgebiet (NSG) ausgewiesen. Es ist eines von 31 Naturschutzgebieten in Brilon, welche zur Gruppe der Kalkkuppen mit speziellen Verboten gehören. Das NSG ist auch Teil des FFH-Gebietes Kalkkuppen bei Brilon (DE 4617-303). Eine ehemalige Boden- und Bauschuttdeponie in einem früheren Steinbruch im NSG gehört nicht zum FFH-Gebiet. Das NSG grenzt im Nordwesten an den Siedlungsbereich von Brilon und ist sonst vom Landschaftsschutzgebiet Grünlandkomplex am Frettholz mit intensiv genutztem Fettgrünland umgeben. Es wird durch die Trasse der Almetalbahn in zwei Teile geteilt.

## Gebietsbeschreibung
Das NSG ist von Wald, Gebüschen und Grünland bedeckt. Beim Wald handelt es sich um einen Waldmeister-Rotbuchenwald. Beim Grünland handelt es sich um intensiv genutzte Wiesen und Weiden, Kalkmagerrasen und Schwermetallrasen. Die Restfläche ist durch ihre sekundäre Entstehungsweise geprägt. So besteht sie aus Ruderalfluren unterschiedlicher Altersstufen sowie Gehölzstrukturen. Die Flächenanteile der Biotope im NSG sind nach Biotopkataster vom Landesamt für Natur, Umwelt und Verbraucherschutz Nordrhein-Westfalen (LANUV) Waldmeister-Buchenwald 9,3 %, Fettwiese 5 %, Fettweide 40 %, naturnahe Kalkmagerrasen und deren Verbuschungsstadien 6,2 %, Magergrünland mit Brachen 8,5 %, Schwermetallrasen 3,7 % und Gebüschbereiche.
Im Westen liegt ein kleiner versaumter und zunehmend verbuschender Kalkmagerrasen mit einem Dominanzbestand von Echte Betonie. Hier lag auch ein früherer Steinbruch, der nach Abbauende verfüllt wurde. Bei der Verfüllung wurden als oberste Abdeckungsschicht Kalksteinmaterial verwendet, um dort wieder einen Kalkmagerrasen entstehen zu lassen. Im Südosten der Nordfläche liegt eine rundliche Abraumhalde des früheren Galmeibergbaus mit einer lockeren, sehr flechtenreichen Schwermetallrasen. Dort schließt sich ein von Pioniergehölzen geprägter aufgelassener Steinbruch an. Die nördlichen Grünlandflächen werden mit Rindern beweidet.
Den südlichen Abschluss bildet ein von Westen nach Osten verlaufender Bahneinschnitt. Hier sind Felsen angeschnitten, die lokal eine Höhe von über drei Meter erreichen und eine typische Felsvegetation besitzen. Die Bahntrasse wird von einer durchgängigen, dornenreichen Hecke begleitet. Der Gebüschbereich zu beiden Seiten der Bahntrasse dient als Pufferfläche für die Kernbereiche des Gebietes.
Südlich des Bahneinschnitts, befindet sich ein weiterer Schwermetallrasen auf welligem Gelände alter Abraumhalden. Dieser südliche Flächenteil ist seit Jahren brachgefallen.

## Pflanzenarten im NSG
Im Biotopkataster vom Landesamt für Natur, Umwelt und Verbraucherschutz Nordrhein-Westfalen finden sich die folgenden Daten zu vorkommenden Blumen und Kräutern: Arznei-Thymian, Aufgeblasenes Leimkraut, Dornige Hauhechel, Dreizahn, Echte Betonie, Echte Nelkenwurz, Echter Wiesenhafer, Echte Schlüsselblume, Echtes Johanniskraut, Echtes Labkraut, Färber-Ginster, Flaumhafer, Gelbes Sonnenröschen, Gemeine Schafgarbe, Gewöhnliche Kreuzblume, Gewöhnlicher Teufelsabbiss, Gras-Sternmiere, Großer Klappertopf, Hain-Rispengras, Hallersche Schaumkresse, Horst-Rot-Schwingel, Kleine Bibernelle, Kleiner Wiesenknopf, Kleines Habichtskraut, Knäuel-Glockenblume, Knolliger Hahnenfuß, Magerwiesen-Margerite, Mittlerer Wegerich, Purgier-Lein, Rotes Straußgras, Rundblättrige Glockenblume, Ruprechtskraut, Schaf-Schwingel, Schopfige Kreuzblume, Skabiosen-Flockenblume, Spitz-Wegerich, Taubenkropf-Leimkraut, Tauben-Skabiose, Waldmeister, Wald-Segge, Wald-Veilchen, Wiesen-Flockenblume, Wiesen-Goldhafer, Wiesen-Labkraut, Wiesen-Sauerampfer und Wilde Möhre.

## Schutzzweck des Gebietes
Wie bei allen Naturschutzgebieten in Deutschland wurde in der Schutzausweisung darauf hingewiesen, dass das Gebiet „wegen der Seltenheit, besonderen Eigenart und Schönheit des Gebietes“ zum Naturschutzgebiet wurde. Es kommen im NSG auch einigen gefährdete Tier- und Pflanzenarten vor. Es wurde zum Erhalt und Entwicklung struktur- und blütenreichen Lebensraumkomplexe ausgewiesen.
Das Biotopkataster der LANUV dokumentiert über den Wert des Gebietes: „Das Gebiet beherbergt mit dem seltenen Lebensraumtypen der Schwermetallrasen und seinen blütenpflanzenreichen Trockenrasen eine im Landschaftsraum wertvolle und überaus erhaltenswürdige Vegetation. Die Fläche ist ein wesentlicher Bestandteil im Biotopverbund der Briloner Kalkfelskuppen. Der Artenreichtum der flachgründigen Magerweiden sollte durch extensive Beweidung aufrechterhalten werden.“
Das Landschaftsplan dokumentiert über den Schutzzweck des Gebietes: „Erhaltung eines vielfältigen Biotopmosaiks, das sich großenteils durch die natürliche Entwicklung aufgelassener Erz- und Kalksteinabgrabungen herausgebildet hat, als Lebensäraum und Trittsteinbiotop für tlw. seltene und gefährdete Tier- und Pflanzenarten des strukturreichen Offenlandes sowie als wichtige Teilfläche im regionalen Verbund ähnlicher Biotopstrukturen; Schutz von latent durch Verkippung gefährdeten, felsigen Hohlformen sowie von artenreichen Magerrasenrelikten; Erhaltung eines geowissenschaftlich wertvollen Aufschlusses sowie Sicherung der Kohärenz und Umsetzung des europäischen Schutzgebietssystems Natura 2000.“

## Verbote
Zu den normalen Verboten in Naturschutzgebieten kommen beim NSG Frettholz wie bei den anderen 30 Kalkkuppen zusätzliche Verbote hinzu. Es ist verboten, die Kalkkuppen zu düngen, zu walzen und zu schleppen. Es dürfen nicht mehr als zwei Großvieheinheiten pro Hektar gleichzeitig weiden. Ferner darf erst ab dem 1. Juli eines Jahres gemäht werden.